# 門脇政夫
門脇 政夫（かどわき まさお、1911年（明治44年）8月7日 - 2010年（平成22年）2月19日）は、兵庫県出身の政治家。「敬老の日」の提唱者として知られる。

## 経歴
多可郡野間谷村（後の八千代町を経て現在の多可町）で染色業を営み、1942年5月、30歳で野間谷村会議員に当選。同村収入役を経て、戦後の1947年4月、野間谷村の村長に35歳で当選した。同年9月15日、村主催の敬老会を初めて開催した。55歳以上の住民を公会堂に招いて食事と余興（播州歌舞伎）でもてなした。「長い間社会に貢献してきたお年寄りに敬意を表すとともに、その知識や人生経験を次の世代に伝授してもらう場を設ける」という趣旨であった。後年マスメディアの取材を受けた門脇は、「戦後の混乱の中でややもすれば老人軽視の風潮があらわれたことを憂い、荒廃した人心の収攬をはかった」とも述べており、また「子供を戦地に送り、精神的に疲れていた親世代に報いたい」という考えもあったという。
1948年7月に制定された「国民の祝日に関する法律」において、こどもの日、成人の日は定められたものの、老人のための祝日は定められなかった。門脇は1948年9月15日に開催された第2回「敬老会」において、9月15日を「としよりの日」として村独自の祝日とすることを提唱した。門脇は県内市町村にも祝日制定を働き掛け、その趣旨への賛同が広がった。
1950年（昭和25年）からは兵庫県が「としよりの日」を制定。1951年（昭和26年）には中央社会福祉協議会（現全国社会福祉協議会）が9月15日を「としよりの日」と定め、9月15日から21日までの1週間を運動週間とした。1966年、「敬老の日」として国民の祝日となった。八千代コミュニティプラザ前には『敬老の日提唱の地』と記された記念碑が建立されている。なお、敬老の日が2001年の祝日法改正（いわゆるハッピーマンデー制度の実施）で、9月第3月曜日へ移動したことについて、提唱者であった門脇は日付の変更について遺憾の意を表明したという。
1967年（昭和42年）から1979年（昭和54年）まで3期12年にわたり兵庫県議会議員を務め、自民党県議団幹事長、農林常任委員会委員長などを務めた。多可町名誉町民。2010年2月19日、急性呼吸不全により98歳で亡くなった。